# Liste der Mitglieder des Consiglio Grande e Generale (15. Legislaturperiode)
Die Liste gibt einen Überblick über alle Abgeordneten des Consiglio Grande e Generale, der Legislative San Marinos, in der 15. Legislaturperiode von 1955 bis 1959.

## Zusammensetzung
Nach den Parlamentswahlen vom 14. August 1955 setzte sich der Consiglio Grande e Generale wie folgt zusammen.
| Mitglied des Consiglio Grande e Generale | Liste | Listenplatz | Kommentar                                                                                |
| ---------------------------------------- | ----- | ----------- | ---------------------------------------------------------------------------------------- |
| Enrico Andreoli                          | PSS   | 08          |                                                                                          |
| Ezio Balducci                            | PDCS  | 01          |                                                                                          |
| Umberto Barulli                          | PCS   | 05          |                                                                                          |
| Marino Benedetto Belluzzi                | PDCS  | 06          |                                                                                          |
| Eugenio Bernardini                       | PCS   | 12          |                                                                                          |
| Gian Luigi Berti                         | PDCS  | 05          | wurde am 18. September für ein Semester wegen Abwesenheit ausgeschlossen                 |
| Domenico Bollini                         | PDCS  |             | 1956 Nachrücker                                                                          |
| Primo Bugli                              | PSS   | 05          |                                                                                          |
| Remo Cardelli                            | PDCS  | 20          |                                                                                          |
| Agostino Casadei                         | PCS   |             | 1957 Nachrücker, trat am 29. März 1959 zurück                                            |
| Alvaro Casali                            | PSS   | 02          | 1957 Gründung der PSDIS                                                                  |
| Mariano Ceccoli                          | PSS   | 13          |                                                                                          |
| Lino Celli                               | PCS   | 03          |                                                                                          |
| Antonio Censoni                          | PCS   | 18          |                                                                                          |
| Augusto Censoni                          | PCS   | 10          |                                                                                          |
| Celso Conti                              | PSS   |             | 1958 Nachrücker für Arnaldo Para                                                         |
| Antonio De Biagi                         | PSS   | 12          |                                                                                          |
| Nelson Della Balda                       | PDCS  | 18          |                                                                                          |
| Domenico Forcellini                      | PSS   | 06          | 1957 Gründung der PSDIS                                                                  |
| Giuseppe Forcellini                      | PSS   | 04          | 1957 Gründung der PSDIS                                                                  |
| Corrado Francini                         | PDCS  | 14          |                                                                                          |
| Marino Waldes Franciosi                  | PSDS  | 01          |                                                                                          |
| Vito Frisoni                             | PCS   | 15          |                                                                                          |
| Pio Galassi                              | PSS   | 11          | 1957 Gründung der PSDIS                                                                  |
| Ermenegildo Gasperoni                    | PCS   | 01          |                                                                                          |
| Giuseppe Gasperoni                       | PDCS  | 19          |                                                                                          |
| Agostino Giacomini                       | PCS   | 04          |                                                                                          |
| Gino Giacomini                           | PSS   | 01          |                                                                                          |
| Giordano Giacomini                       | PSS   | 10          |                                                                                          |
| Pietro Giancecchi                        | PSDS  | 02          |                                                                                          |
| Marino Gianni                            | PCS   | 09          |                                                                                          |
| Attilio Giannini                         | PCS   | 13          | Unabhängiger auf der Liste des PCS, verließ am 19. September 1957 die Regierungsmehrheit |
| Andrea Guidi                             | PDCS  |             | 1956 Nachrücker                                                                          |
| Sante Lonfernini                         | PDCS  | 07          |                                                                                          |
| Giuseppe Maiani                          | PCS   | 14          |                                                                                          |
| Primo Marani                             | PCS   | 19          |                                                                                          |
| Azio Martelli                            | PSS   | 03          | 1956 zurückgetreten                                                                      |
| Vittorio Meloni                          | PCS   | 08          |                                                                                          |
| Federico Micheloni                       | PSS   | 16          | 1957 Gründung der PSDIS                                                                  |
| Guido Michelotti                         | PDCS  | 09          | Rücktritt 6. September 1956                                                              |
| Luigi Montironi                          | PSS   | 07          |                                                                                          |
| Domenico Morganti                        | PCS   | 02          |                                                                                          |
| Fortunato Morri                          | PDCS  | 21          |                                                                                          |
| Marino Mularoni                          | PDCS  | 16          |                                                                                          |
| Francesco Mussoni                        | PCS   | 16          |                                                                                          |
| Mario Nanni                              | PCS   | 06          |                                                                                          |
| Arnaldo Para                             | PSS   |             | Nachrücker, 29. März 1958 zurückgetreten                                                 |
| Alberto Pasquinelli                      | PSS   |             | 1956 Nachrücker für Azio Martelli                                                        |
| Vincenzo Pedini                          | PCS   | 11          |                                                                                          |
| Ferruccio Piva                           | PDCS  | 04          |                                                                                          |
| Alberto Reffi                            | PSS   | 09          |                                                                                          |
| Pietro Reffi                             | PDCS  | 15          |                                                                                          |
| Giuseppe Renzi                           | PCS   | 07          |                                                                                          |
| Michele Righi                            | PDCS  | 22          |                                                                                          |
| Giovanni Zaccaria Savoretti              | PDCS  | 03          |                                                                                          |
| Vincenzo Selva                           | PDCS  | 13          |                                                                                          |
| Giuseppe Stacchini                       | PDCS  | 23          |                                                                                          |
| Giuseppe Stefanelli                      | PCS   |             | 1958 Nachrücker für Agostino Casadei                                                     |
| Leonida Suzzi Valli                      | PDCS  | 08          |                                                                                          |
| Italo Tomassini                          | PDCS  | 11          |                                                                                          |
| Giuseppe Tonelli                         | PSS   | 14          |                                                                                          |
| Francesco Valli                          | PDCS  | 12          |                                                                                          |
| Gino Vanucci                             | PDCS  | 17          |                                                                                          |
| Pierino Vanucci                          | PCS   | 17          |                                                                                          |
| Antonio Zaferani                         | PDCS  | 10          |                                                                                          |
| Marino Zonzini                           | PSS   | 15          |                                                                                          |

## Abkürzungen
- PCS: Partito Comunista Sammarinese
- PDCS: Partito Democratico Cristiano Sammarinese
- PSDIS: Partito Socialista Democratico Independente Sammarinese
- PSDS: Partito Socialista Democratico Sammarinese
- PSS: Partito Socialista Sammarinese